# Президентские выборы в Иране (2005)
Президентские выборы в Иране состоялись 17 июня 2005, второй тур — 24 июня. На выборах одержал победу мэр Тегерана, представитель ультраконсерваторов Махмуд Ахмадинежад. Президент в Иране — второе лицо в государстве после Высшего руководителя (духовного лидера Ирана), которого выбирает съезд богословов. Победившего на президентских выборах кандидата утверждает парламент. Президент назначает совет министров и координирует его работу.

## Кандидаты
- Али Акбар Хашеми-Рафсанджани
- Махмуд Ахмадинежад
- Мехди Карруби
- Мустафа Моин
- Мохаммед Багер Галибаф
- Али Лариджани
- Мохсен Мехрализаде

## Результаты
После объявления окончательных результатов Али Акбар Хашеми-Рафсанджани — прагматичный политик и реформатор, на которого делали ставку многие сторонники либерально-западнического развития Ирана как внутри страны, так и за рубежом, обвинил власти в фальсификации: «Все усилия режима были направлены на то, чтобы незаконным образом вмешаться в голосование. Миллионы долларов были потрачены на то, чтобы дискредитировать меня и мою семью».
Победа Ахмадинежада, по мнению многих наблюдателей, означает остановку процессов общественной и экономической либерализации в стране. При поддержке военных и духовенства во время первого тура Ахмадинежад отстал от фаворита — Али Акбара Хашеми-Рафсанджани — на 1,5 %. Во втором туре Махмуд Ахмадинежад уверенно победил, получив 61,75 % избирателей (17,3 млн голосов избирателей), тогда как Рафсанджани набрал 35,8 % (10,05 миллиона голосов).
Противники Ахмадинежада сравнивают его победу с «фашистским переворотом», в результате которого страна повернёт с пути либеральных реформ, осуществлявшихся в течение последних 8 лет при Мохаммаде Хатами, на путь безусловного и буквального следования Корану и шариату, завещанный основателем современного Ирана — Великим аятоллой Хомейни — ещё в 1979.
Успех Ахмадинежада, который накануне голосования не входил даже в пятёрку фаворитов, стал полной неожиданностью для западных экспертов. Поддержку ему обеспечило в первую очередь сельское население и городская беднота. Способствовал его победе и рост антиамериканских настроений в стране. Американские войска находятся у самых границ Ирана — в Афганистане и Ираке, США настаивают на смене политического режима и в Иране и на закрытии его ядерной программы.

## Реакция зарубежных лидеров
Среди тех глав государств, кто одним из первых направил победителю телеграмму с поздравлениями, был президент России Владимир Путин, призвавший к продолжению сотрудничества между Ираном и Россией.
США, которые не имеют с Ираном дипломатических отношений с 1980, обратили внимание на «обвинения в подтасовках и вмешательстве властей». «Мы по-прежнему считаем, что Иран идёт не в ногу с остальными странами региона, где всё больше укрепляется демократия, — Ираком, Афганистаном, Ливаном», — заявила представитель Госдепартамента Джоанн Мур. Министр обороны Дональд Рамсфельд назвал иранские выборы «насмешкой», не имеющей ничего общего с демократией.

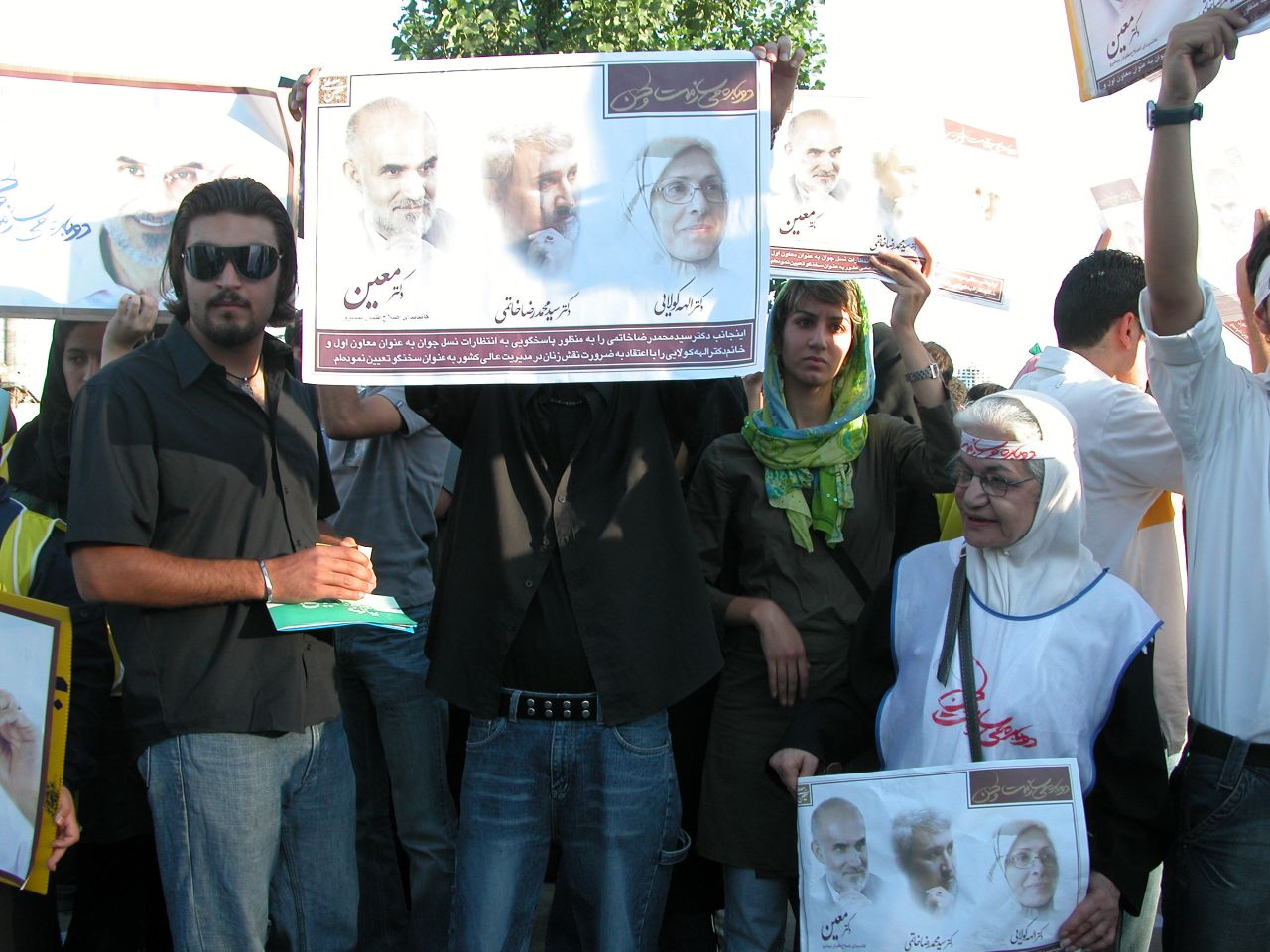
Митинг в поддержку Мустафы Моина

Израильский вице-премьер Шимон Перес сказал, что «сложившаяся в Иране гремучая смесь из экстремизма, антизападного изоляционизма и ядерных вооружений будет оставаться огромной проблемой для свободного мира».
Верховный представитель ЕС по внешней политике и политике безопасности Хавьер Солана заявил, что Евросоюз не намерен менять политику по отношению к Ирану. Бывший канцлер Германии Герхард Шрёдер уверен, что, несмотря на смену власти, Германия будет добиваться разрешения спора по поводу атомной программы Ирана исключительно дипломатическим путём.